# Бланко, Куаутемок
Куауте́мок Бла́нко Бра́во (исп. Cuauhtémoc Blanco Bravo; род. 17 января 1973, Тепито, Мехико) — мексиканский футболист и политик. Играл на позициях нападающего и атакующего полузащитника. Известен игрой в клубе «Америка» в течение почти 15 лет. Один из самых выдающихся футболистов Мексики 1990-х — 2000-х годов.
Бланко — единственный мексиканский футболист, завоевавший международные награды ФИФА — «Серебряный мяч» и «Серебряная бутса» в Кубке конфедераций 1999. Четырёхкратный MVP (самый ценный игрок) чемпионата Мексики. Делит первое место с Роналдиньо как лучший бомбардир Кубка конфедераций. На третьем месте в списке лучших бомбардиров сборной Мексики и на втором месте клуба «Америка». Бланко также находится на втором месте в списке бомбардиров сборной Мексики на чемпионатах мира и в Кубке Либертадорес.
Губернатор штата Морелос c 2018 года.

## Клубная карьера

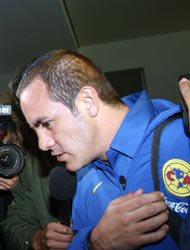
Бланко в период выступлений за «Америку»

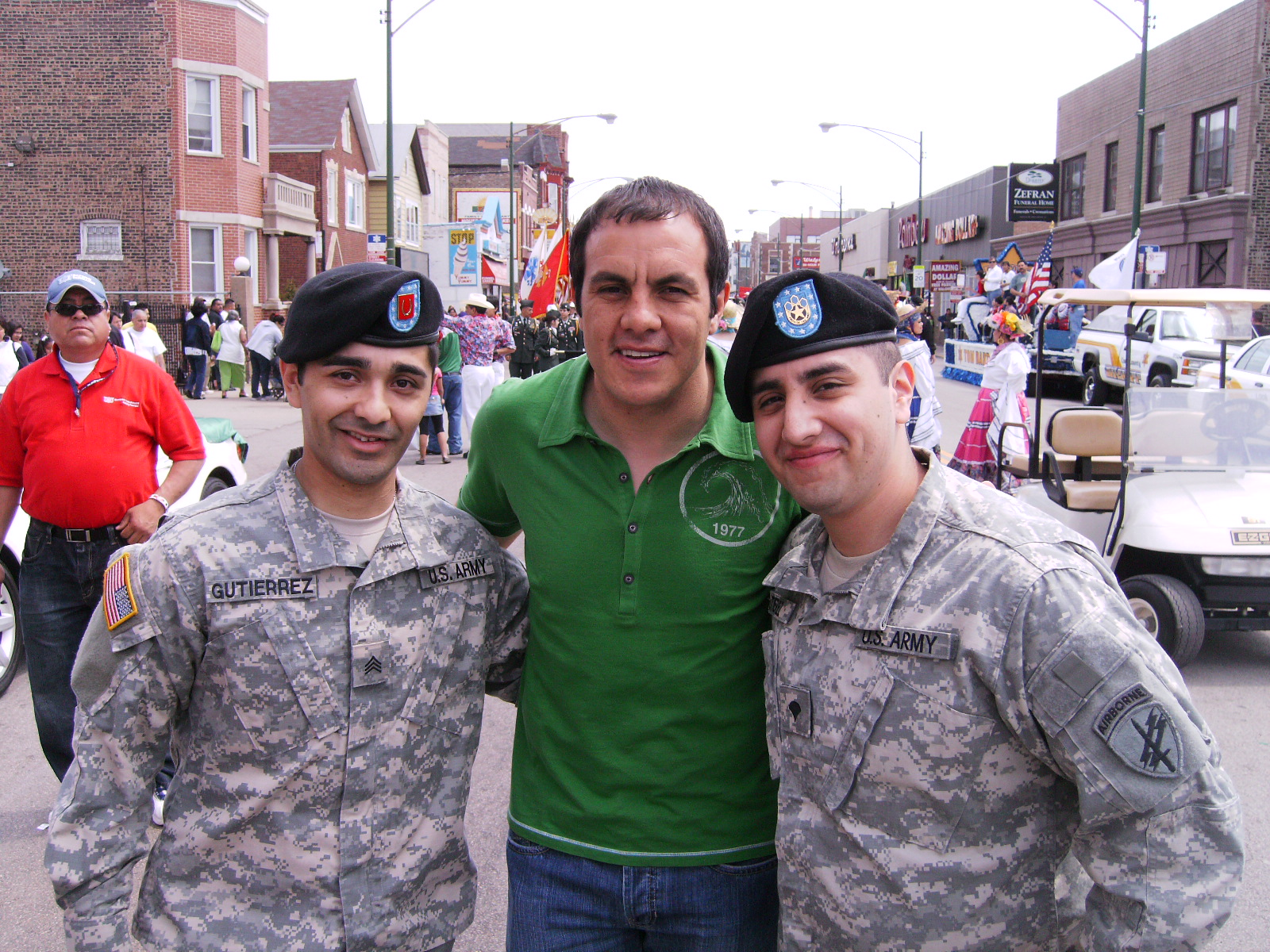
Бланко в период выступлений за «Чикаго Файр». Чикаго, 2009

Родился в Тепито, неблагополучном и известном высоким уровнем преступности пригороде Мехико.
В 1992 году дебютировал в составе «Америки» из Мехико. В сезоне 1994/95 пробился в основной состав клуба. Следующие два сезона оставался игроком «основы». Сезон 1997/98 провёл в аренде в «Некаксе». По возвращении провёл ещё два сезона в основном составе «Америки».
В сезонах 2000/01 и 2001/02 выступал на правах аренды за испанский «Реал Вальядолид», где не смог проявить себя должным образом.
Вернувшись в родную «Америку», отыграл за неё пять сезонов, будучи лидером клуба. Выиграл в её составе Клаусуру 2005, Чемпион чемпионов Мексики 2005, Кубок чемпионов КОНКАКАФ 2006, занял 4-е место на клубном чемпионате мира 2006 года.
3 апреля 2007 года перешёл в клуб «Чикаго Файр», из американской высшей лиги MLS, где выступал до 2009 года, являясь лидером и капитаном команды. В MLS Бланко получал вторую по размерам после Дэвида Бекхэма зарплату (2,7 миллиона долларов за сезон).
После его ухода из «Америки» президент этого клуба Гильермо Каньедо объявил, что десятый номер, под которым играл Бланко, будет выведен из обращения на пять лет, в знак уважения к заслугам игрока перед клубом.
В ноябре 2008 года Бланко был на короткое время арендован мексиканским клубом «Сантос Лагуна» для игры за эту команду в плей-офф (Лигилье) Апертуры 2008. «Сантосу» нужен был сильный форвард, способный заменить травмированного Кристиана Бенитеса, одного из лидеров этой команды и всей мексиканской Примеры. В 1/4 финала «Сантос» дважды обыграл «Сан-Луис» (3:1; 2:1) (во втором из этих матчей Бланко забил с пенальти), а в полуфинале по сумме двух игр уступил будущему чемпиону «Толуке» (0:0; 1:2). После этого Бланко вернулся в «Чикаго Файр».
В октябре 2009 года Бланко объявил, что не будет продлевать контракт с клубом «Чикаго Файр» и вместо этого будет играть за клуб «Веракрус» из Лиги де Ассенсо, второго по силе дивизиона Мексики, начиная с января 2010 года.
Летом 2010-го перешёл в клуб «Ирапуато» Лиги де Ассенсо. В команде с Бланко, клуб добился значительных успехов и выиграл сезон Клаусура 2011, но не смог выйти в Примеру, уступив в финале за повышение клубу «Тихуана».
В декабре 2011 года, не сумев заключить контракт с клубами Примеры, 39-летний Бланко перешёл в другую команду второго дивизиона — «Дорадос де Синалоа». Бланко заявил, что эта команда будет последней в его профессиональной футбольной карьере, закончив игру с которой он будет пробовать себя в тренерской профессии.
В конце 2012 года в составе «Дорадос де Синалоа» стал обладателем Кубка Мексики.
По завершении сезона Клаусура 2013 покинул «Дорадос де Синалоа», но решил продолжить карьеру футболиста и подписал контракт с клубом «Лобос БУАП» лиги второго дивизиона Ассенсо МХ (бывшей Лиги де Ассенсо). Бланко провёл один год с «Лобос БУАП» и после решил не продлевать контракт.
Куаутемок не скрывал желание «уйти на пенсию» играя за клуб высшего дивизиона, по возможности с клубом «Америка», в котором началась его карьера. Предложения от «Америки» не поступило, но 41-летним игроком заинтересовался клуб «Пуэбла» Лиги МХ, который пытался удержаться от выбывания из высшего дивизиона. 9 мая 2014 года «Пуэбла» заявила о подписании контракта с Бланко, что означало возвращение игрока в высшую лигу после шестилетнего отсутствия.
21 апреля 2015 года в составе «Пуэблы» 42-летний Бланко стал обладателем Кубка Мексики сезона Клаусура 2015. После матча Куаутемок Бланко объявил о завершении своей футбольной карьеры.
В феврале 2016 года было объявлено, что 43-летний Бланко будет участвовать в официальном матче сезона Клаусура 2016 за клуб «Америка», в котором он начал карьеру. Участие в матче позволило бы ему официально закончить карьеру играя за родной клуб. 5 марта 2016 года Бланко вышел на поле стадиона «Ацтека» в футболке «Америки» под номером «100», сыграв 36 минут в матче против «Морелии». В ходе игры Куаутемок продемонстрировал свой классический финт «Куаутеминья» и нанёс два прямых удара по воротам соперника, один из которых из-за предела штрафной площадки попал в перекладину. Матч завершился победой «Америки», 4:1.

## Международная карьера
Впервые сыграл за сборную Мексики 1 февраля 1995 года в матче против Уругвая.
Участвовал в трёх чемпионатах мира: 1998, 2002 и 2010, на каждом из них забил по голу.
Выиграл в составе сборной Кубок конфедераций (1999) и два Золотых кубка КОНКАКАФ (1996, 1998).
На ЧМ-2006 его не взял тренер Рикардо Ла Вольпе, с которым у Бланко сложились плохие взаимоотношения. Тренер объяснял это плохой формой Бланко, а Куаутемок уже после вылета Мексики из турнира выступил с резкой критикой Лавольпе.
Объявил о завершении карьеры в сборной Мексики, после матча 10 сентября 2008 против Канады, матч был выигран мексиканцами 3:0, Бланко вышел на замену за семь минут до его конца.
Вернулся в сборную Мексики в 2009 году. В 2010 году на чемпионате мира в ЮАР Бланко стал самым возрастным полевым игроком среди всех футболистов. 17 июня забил гол с пенальти в ворота сборной Франции. Бланко входит в пятёрку самых возрастных авторов голов в истории чемпионатов мира по футболу.
28 мая 2014 года 41-летний Бланко в последний раз выступил за сборную Мексики в товарищеском матче со сборной Израиля на стадионе «Ацтека». Матч стал бенефисом в его честь. Куаутемок стартовал в повязке капитана сборной под номером «10» и провел 38 минут на поле, после чего его заменил Хавьер «Чичарито» Эрнандес. Матч завершился победой Мексики со счётом 3:0.

## Политическая карьера
В январе 2015 году Бланко зарегистрировался кандидатом от Социал-демократической партии Морелоса с целью баллотироваться на пост мэра муниципалитета зажиточного пригорода Мехико — города Куэрнавака. В городских выборах в июне 2015 года Куаутемок Бланко одержал уверенную победу и был избран мэром города. Как выяснилось впоследствии, при регистрации кандидатом на пост мэра Бланко использовал в своем резюме текст из статьи о себе в испанской Википедии.
В 2016 году покинул ряды Социал-демократической партии, перейдя в следующем году в Партию социального диалога. Та убедила левых партнёров по коалиции «Вместе будем творить историю», что он будет более сильным кандидатом в губернаторы штата Морелос, чем выдвиженец Движения национального возрождения сенатор Рабиндранат Салазар Солорио. В итоге, после проведения внутреннего голосования лидер коалиции Андрес Мануэль Лопес Обрадор объявил Бланко её кандидатом 28 января 2018 года. 1 июля 2018 года Бланко всухую победил на губернаторских выборах.

## Достижения

### Клубные
«Америка»
- Чемпион Мексики: Клаусура 2005
- Обладатель трофея Чемпион чемпионов Мексики: 2005
- Обладатель Кубка чемпионов КОНКАКАФ: 2006

 «Ирапуато»
- Чемпион Лиги де Ассенсо (вт. дивизион): Клаусура 2011

 «Дорадос де Синалоа»
- Обладатель Кубка Мексики: 2012

 «Пуэбла»
- Обладатель Кубка Мексики: Клаусура 2015

### В сборной
- Победитель Кубка конфедераций: 1999
- Победитель Золотого кубка КОНКАКАФ (2): 1996, 1998

### Личные
- «Серебряная бутса» и «Серебряный мяч» Кубка конфедераций: 1999
- Лучший бомбардир в истории Кубков конфедераций: 9 голов (делит с Роналдиньо)
- Футболист года в Мексике: 2001/02
- Самый ценный игрок чемпионата Мексики (4): 1997/98, 2004/05, 2005/06, 2006/07
- Автор лучшего гола года в MLS: 2007
- Символическая сборная года MLS: 2008
- Самый ценный игрок «Матча всех звёзд MLS»: 2008

## Интересные факты
- Куаутемок Бланко — изобретатель финта «Куаутеминья» («Куатеминья»), при котором мяч зажимается бутсами и в прыжке пробрасывается в «коридор» между игроками соперника.[31]
- В 2010—2011 годах снимался в популярной многосерийной мексиканской теленовеле «Триумф любви»[англ.] (исп. Triunfo del Amor) в роли Хуана Хосе «Хуанхо».[32]